# Vincenzo Moretti
Pour les articles homonymes, voir Moretti.
Vincenzo Moretti  (né le 14 novembre 1815 à Orvieto en Ombrie, alors dans les États pontificaux et mort le 6 octobre 1881 à Bologne) est un cardinal italien du XIXe siècle.

## Biographie
Vincenzo Moretti est le fils de Domenico Moretti and Elisabetta Mazzoni-Brancaleone. Son frère fut archevêque de la cathédrale d'Orvieto.
Il étudie au collège jésuite d'Orvieto et Collegio Romano à Rome où il passe son doctorat en théologie en 1844, puis in utroque jure en 1848. Il est professeur au lycée et pro-vicaire à Orvieto. Il est nommé évêque de Comacchio en 1855 et transféré à Cesena en 1860. Il est transféré au diocèse d'Imola en 1867 et promu à l'archidiocèse de Ravenne en 1871.
Le pape Pie IX le crée cardinal lors du consistoire du 28 décembre 1877. Le cardinal Moretti participe au conclave de 1878, lors duquel Léon XIII est élu pape. Il abandonne le gouvernement de son archidiocèse en 1879.

## Succession apostolique
Vincenzo Moretti a ordonné les évêques suivants :
- Évêque Luigi Tesorieri (1871)
- Évêque Paolo Bentini (1871)
- Évêque Angelo Pianori, O.F.M.Obs. (1871)
- Archevêque Luigi Paggi (1871)
- Évêque Gioachino Cantagalli (pt) (1876)
- Évêque Federico Foschi (1877)
- Évêque Domenico Pio Rossi, O.P. (1881)

### Sources
1. ↑  « The Cardinals of the Holy Roman Church - Biographical Dictionary - Consistory of December 28, 1877 », sur cardinals.fiu.edu (consulté le 4 mai 2024)
2. ↑  (en) David M. Cheney, « Vincenzo Cardinal Moretti † », sur catholic-hierarchy.org